# Allaoi
Allaoi ist der Name einer Sagengestalt oder Gottheit aus der keltischen Mythologie Irlands.
In Geoffrey Keatings „The general history of Ireland…“ wird Allaoi als Vorfahre der Tuatha de Danaan genannt. Er soll ein Urenkel Iarbonels und ein Urgroßvater des Dagda und seiner Brüder Ogma und Delbaeth sein. Außer auf anderen von dieser abgeleiteten Genealogie-Listen ist der Name nicht aufzufinden.